# Monumento a Carlo Felice
(Dall'iscrizione sul basamento del monumento)
Il monumento a Carlo Felice di Savoia è collocato nel largo Carlo Felice, nel centro storico di Cagliari.

## Storia e caratteristiche

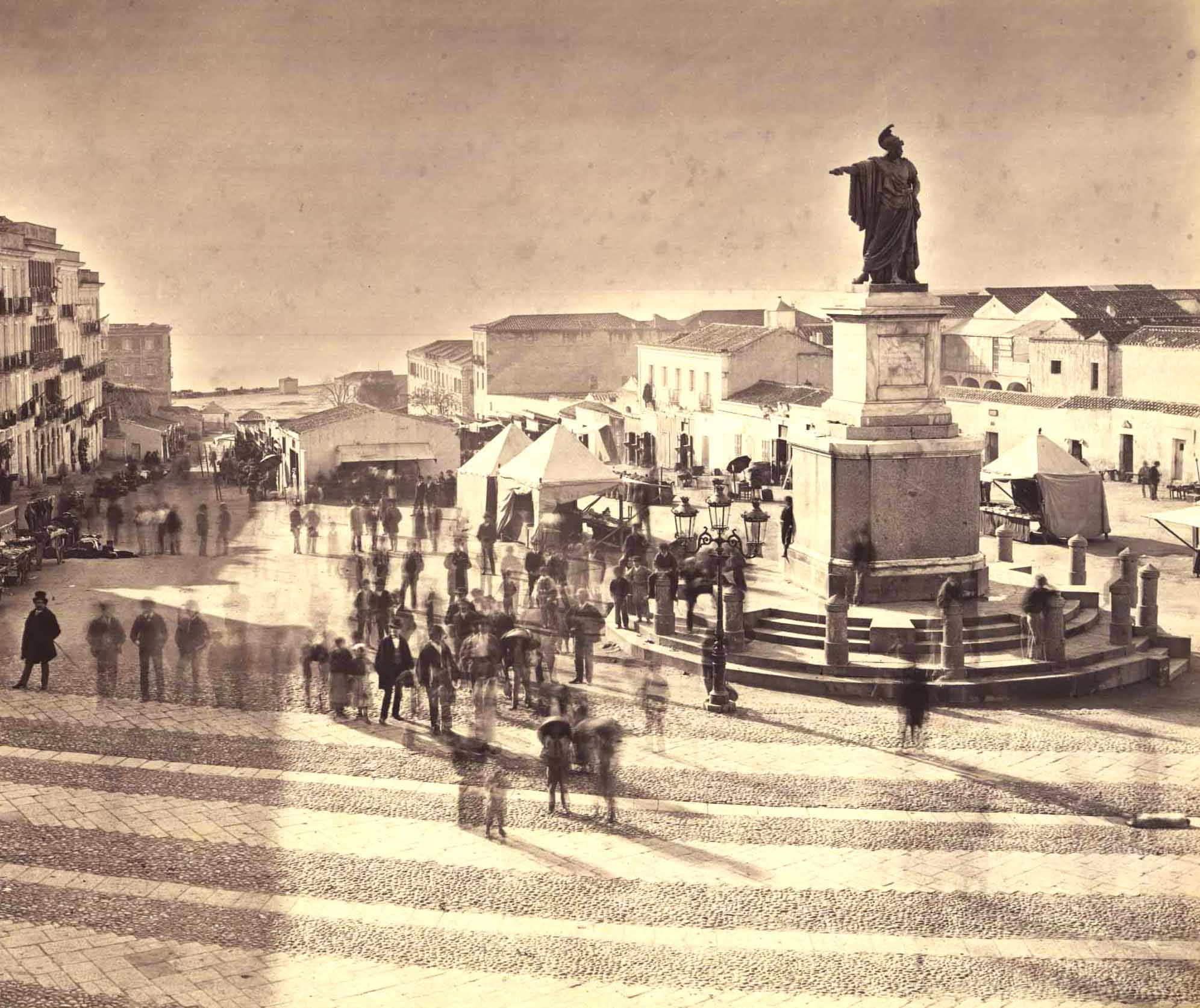
Il monumento a Carlo Felice nel 1870

La realizzazione del monumento venne decisa dagli Stamenti nel 1827 allo scopo di onorare il sovrano, che aveva voluto i lavori di realizzazione della Strada Reale per collegare Cagliari a Porto Torres (l'attuale SS 131, chiamata anche la "Carlo Felice"). 
L'opera venne commissionata allo scultore sassarese Andrea Galassi, che realizzò a Roma la statua in gesso raffigurante Carlo Felice, la quale servì da modello per la statua bronzea, fusa nel Regio Arsenale di Cagliari sotto la supervisione dello stesso Galassi. L'opera, eseguita nel 1830, venne collocata nella piazza San Carlo (attuale piazza Yenne) solo nel 1860, completata dal basamento progettato da Gaetano Cima.
La statua bronzea, in stile neoclassico, alta quattro metri, rappresenta il re nelle vesti di un soldato romano, con elmo in testa, corazza e rivestito da una toga. Il braccio destro spiegato avrebbe dovuto indicare la direzione della Strada Regia per Porto Torres ma, in quanto la statua venne posizionata poco lontano dal luogo in cui doveva essere posizionata in origine, indica in realtà la direzione opposta. Nei quattro lati del basamento, alto circa il doppio della statua, sono poste le epigrafi con l'iscrizione redatta dallo storico cagliaritano Pietro Martini.
Poco lontano dalla statua, in piazza Yenne, si trova la colonna miliare, posta dal viceré marchese di Yenne nel 1822, per indicare il punto di inizio della Strada Reale.

## Le contestazioni
Nell'autunno del 2012 si è aperto un dibattito intorno alla figura di Carlo Felice e del suo monumento. Negli ultimi giorni di ottobre la statua è stata oggetto di una manifestazione in ricordo dei fatti di Palabanda per i quali ricorreva il duecentenario. La statua è stata completamente ricoperta di teli bianchi e alla sua base uno striscione ricordava l'anniversario. La manifestazione aveva l'obbiettivo di sensibilizzare i cittadini di Cagliari e della Sardegna sulla necessità di conoscere la propria storia premendo sul fatto che i rapporti fra i Savoia e la Sardegna non furono mai distesi e cordiali e che quindi la presenza della statua di un re Sabaudo nel centro della città non fosse opportuna.

## La squadra del Cagliari e la statua
La statua di Carlo Felice è famosa tra i cagliaritani per i festeggiamenti dei risultati calcistici del Cagliari in occasione dei grandi traguardi raggiunti dal club. Essa viene vestita di rossoblù, generalmente con una tunica ad hoc, viene fissata al braccio teso una bandiera del Cagliari e vengono saltuariamente aggiunti altri decori rossoblu come palloncini o una berrita, il tradizionale copricapo sardo, sempre rossoblù. La prima volta accadde il 14 giugno 1964 per la prima promozione in Serie A al termine della stagione 1963-1964, successivamente si ripeté alla conquista dello Scudetto (avvenuto solo una volta nel 1970), per poi diventare una tradizione consolidata con le varie promozioni in serie A o per clamorose salvezze.
All'alba del 10 gennaio 2020 è stato vestito eccezionalmente dalla stessa società per celebrare il centenario della fondazione del club con una tunica che riproduceva la maglia da gioco bianca con una croce rossoblu creata per l'occasione.